# Gastro-intestinale bloeding
Met gastro-intestinale bloedingen (GI-bloedingen), ook wel gastro-intestinale hemorragieën of maag-darmbloedingen genoemd, worden alle vormen van bloedingen in het maag-darmstelsel bedoeld, van de mond tot de endeldarm.

## Signalen en symptomen
Gastro-intestinale bloedingen kunnen voorkomen in de vorm van kleine niet-zichtbare ('occulte') bloedingen die alleen worden vastgesteld door laboratoriumonderzoek, maar ook in de vorm van grote bloedingen waarbij er helderrood bloed uit het lichaam komt en waardoor de patiënt in shock kan raken. Bloed dat verteerd is, is eerder zwart dan rood, waardoor braaksel koffiekleurig is en ontlasting teerkleurig ('melena').
Kleine bloedingen die lang aanhouden kunnen leiden tot ijzergebreksanemie, wat vermoeidheid of pijn op de borst door hartklachten kan veroorzaken. Andere symptomen kunnen zijn: buikpijn, kortademigheid, bleek zien en flauwvallen. Soms veroorzaken kleine bloedingen helemaal geen symptomen.

## Oorzaken
De bloedingen kunnen worden ingedeeld in twee hoofdgroepen: hoge bloedingen en lage bloedingen. Ongeveer twee derde van de bloedingen is een hoge bloeding, en een derde is een lage bloeding.
- Oorzaken van hoge GI-bloedingen kunnen onder andere zijn: maagzweren, oesofagusvarices (slokdarmspataderen), die zijn ontstaan door levercirrose of kanker, bijwerkingen van medicijnen en bloedstollingsstoornissen.
- Oorzaken van lage GI-bloedingen kunnen onder andere zijn: hemorroïden (aambeien), kanker, auto-immuunziekten, infectueuze darmziektes, al dan niet aangeboren vaataandoeningen en bloedstollingsstoornissen.

### Het hoge maag-darmstelsel
Hoge gastro-intestinale bloedingen zijn bloedingen in het gebied van de keelholte tot aan het ligament van Treitz (het begin van de dunne darm). Een hoge bloeding gaat meestal gepaard met bloedbraken en teerontlasting die gedeeltelijk verteerd bloed bevat (melaena). Ongeveer de helft van de gevallen wordt veroorzaakt door een ulcus pepticum (een zweer in de maag of de twaalfvingerige darm). De volgende meest voorkomende oorzaken zijn slokdarmontstekingen en slijmvlieserosies. Bij levercirrose wordt 50-60% van de bloedingen veroorzaakt door oesofagusvarices (slokdarmspataderen). Ongeveer de helft van de mensen met een peptische maagzweer heeft ook een Helicobacter pylori-infectie. Andere oorzaken kunnen zijn: het Mallory-Weiss-syndroom, kanker en angiodysplasie (malformatie van een bloedvat).
Van een aantal soorten medicijnen is bekend dat ze GI-bloedingen kunnen veroorzaken. NSAID's of COX-2 remmers verviervoudigen het risico. SSRI's, corticosteroïden en anticoagulantia kunnen ook het risico verhogen. Het risico bij gebruik van dabigatran is 30% hoger dan bij warfarine.

### Het lage maag-darmstelsel
Lage GI-bloedingen zijn bloedingen in de dunne darm, dikke darm, het rectum of de anus. De meest voorkomende oorzaken van lage GI-bloedingen zijn hemorroïden (aambeien), kanker, angiodysplasie, colitis ulcerosa, de ziekte van Crohn en aorto-enterale fistels. Als symptoom kan er vers rood bloed uit het rectum komen, vooral als er geen bloed wordt opgebraakt. Melena wordt veroorzaakt door bloedingen die overal tussen de maag en het begin van de dikke darm gesitueerd kunnen zijn.

### Andere oorzaken van verkleurde ontlasting
Sommige voeding en medicijnen kunnen de ontlasting rood of zwart kleuren. Veel antacida kunnen ontlasting zwart kleuren, net als staalpillen en actieve kool. De rode biet is bekend om de rode verkleuring van zowel de urine als de ontlasting. Ook bloed uit de vagina en het urogenitaal stelsel kan verward worden met bloed in de ontlasting.

## Diagnostiek
Het stellen van de diagnose begint met de anamnese, lichamelijk onderzoek en bloedonderzoeken.
De ernst van een GI-bloeding kan uitgedrukt worden aan de hand van de Blatchford-score of de Rockall-score. Van deze twee geeft de Rockall-score de meest nauwkeurige indicatie. Voor een lage GI-bloeding bestaat er geen scoresysteem (2008).

### Klinisch onderzoek
Men kan de maaginhoud opzuigen door middel van een maagsonde, om vast te stellen of er bloed in de maag zit. Op deze manier kan een hoge GI-bloeding worden vastgesteld, al sluit een negatief resultaat er geen uit. Door middel van endoscopisch onderzoek van het lage en hoge maag-darmstelsel kan de plaats van de bloeding worden vastgesteld. Bloedstolsels in de ontlasting duiden op een lage GI-bloeding en melena op een hoge.

### Laboratoriumonderzoek
Kleine hoeveelheden bloed in de ontlasting kunnen worden vastgesteld door een occult-bloedtest.
Aanbevolen bloedonderzoeken zijn: hemoglobine, hematocriet, trombocyten, stollingstijd en elektrolyten. Bij een bloed-ureum-stikstof / creatinineratio van hoger dan 30, gaat het waarschijnlijk om een hoge GI-bloeding.

### Beeldvormende diagnostiek
De exacte locatie van een bloeding in het maag-darmstelsel is vast te stellen met een CT-angiogram of door middel van scintigrafie.

### Endoscopische diagnostiek
Een lage GI-bloeding kan worden gediagnosticeerd en behandeld door middel van coloscopie.

## Preventie
Bij degenen met spataderen of cirrose kunnen niet-selectieve bètablokkers het risico op een volgende bloeding verminderen. Als met deze medicijnen een hartslag wordt bewerkstelligd van 55 slagen per minuut, neem het absolute risico op een bloeding af met 10%. Ook endoscopische varixligatie (het afbinden van de spataderen) verbetert de prognose. Bèta-blokkers of varixligatie worden aanbevolen als de eerste keus preventieve behandeling. Bij degenen die eerder een varicesbloeding hebben gehad, wordt aanbevolen deze twee behandelingen te combineren. Er is enig bewijs dat het toevoegen van isosorbidemononitraat zinvol is. Het wordt aanbevolen om patiënten te testen op en zo nodig te behandelen voor een Helicobacter pylori-infectie. Een transjugulaire intrahepatische portosystemische shunt (TIPS, een shunt in de lever) kan worden aangelegd als preventieve maatregel bij mensen die opnieuw bloedingen kregen ondanks andere genomen maatregelen.

## Behandeling
Bij acute gevallen bestaat de eerste behandeling uit levensreddend handelen door de luchtwegen vrij te maken en de vochtcirculatie op gang te brengen, waarbij het toedienen van intraveneuze vloeistoffen en bloedtransfusies nodig kunnen zijn. Vaak wordt een bloedtransfusie niet aanbevolen, tenzij het hemoglobinegehalte lager is dan 70 of 80 g/L. In sommige gevallen kunnen protonpompremmers, octreotide en antibiotica overwogen worden.
Over het algemeen wordt het aanbevolen om binnen 24 uur endoscopisch onderzoek naar de slokdarm, maag en twaalfvingerige darm of dikke darm te verrichten. Dit kan nodig zijn voor zowel het stellen van de diagnose als voor de behandeling. Na angiografisch onderzoek kan een embolisatie worden uitgevoerd, maar alleen als er meer dan 1 ml bloed per minuut vrijkomt.
Het vaststellen en behandelen van een eventuele H. pylori-infectie kan nieuwe bloedingen helpen voorkomen bij mensen met peptische maagzweren. De voordelen en risico's van het weer beginnen met bloedverdunners, zoals aspirine of warfarine en ontstekingsremmers zoals NSAID's, moeten zorgvuldig tegen elkaar worden afgewogen. Als het innemen van aspirine nodig is om een cardiovasculaire aandoening te voorkomen, is het de moeite waard om hier binnen zeven dagen weer mee te beginnen, in combinatie met een protonpompremmer bij degenen met een hoge GI-bloeding die niet werd veroorzaakt door varices.

### Bij varicesbloedingen
Als men ervan uitgaat dat er sprake is van een gesprongen spatader in de slokdarm, dan kan geprobeerd worden de bloeding te stoppen door middel van de sengstakenmethode. Daarbij wordt een ballon in de slokdarm ingebracht en opgeblazen, waardoor de bloeding wordt dichtgedrukt. Vervolgens kan er dan zo nodig een transjugulaire intrahepatische portosystemische shunt worden geplaatst.
Veelgebruikte medicijnen om de druk in het poortaderstelsel te verlagen zijn octreotide, en als dat niet beschikbaar is vasopressine en nitroglycerine. Terlipressine blijkt effectiever te zijn dan octreotide, maar het is in veel delen van de wereld niet beschikbaar. Het is het enige medicijn dat effectief is gebleken om het sterftecijfer bij acute varicesbloedingen te doen dalen. Het wordt dan gebruikt in combinatie met het afbinden van de slokdarmvarices (spataderen in de slokdarm) of het scleroseren van de spataderen. Als dit niet volstaat, kunnen bètablokkers en nitraten worden gebruikt om een volgende bloeding te voorkomen.

### Bij lage GI-bloedingen
Bij lage GI-bloedingen kunnen verschillende technieken worden toegepast: clipping (het plaatsen van clips), cauteriseren (dichtbranden), en scleroseren (dichtspuiten van aderen). De voorbereiding op een coloscopie duurt ten minste zes uur, waardoor deze techniek minder bruikbaar is bij ernstige bloedingen. Bij een lage GI-bloeding worden vaak de delen van de ingewanden die het probleem veroorzaken operatief verwijderd. Ook kan angiografische embolisatie worden toegepast, evenals het plaatsen van een TIPS.

## Prognose
Overlijden bij een GI-bloeding wordt vaak niet veroorzaakt door de bloeding zelf, maar door andere ziektes waaraan de patiënt lijdt en die dan de bloeding veroorzaakt hebben, bijvoorbeeld kanker of levercirrose. 7% van de patiënten die wordt opgenomen met een GI-bloeding, overlijdt. Bij 7-16% van degenen met een hoge GI-bloeding doet zich een nieuwe bloeding voor, ook al werd de patiënt behandeld. Bij degenen met oesofagusvarices doet zich bij 5-15% van de patiënten per jaar een bloeding voor, en als de patiënt een bloeding heeft gehad, is er gedurende zes weken na de bloeding een sterk verhoogd risico op een volgende bloeding.

## Epidemiologie
Hoge gastro-intestinale bloedingen komen voor bij 50 tot 150 per 100.000 volwassenen per jaar. Het komt vaker voor dan lage gastro-intestinale bloedingen, die naar schatting voorkomen bij 20 tot 30 per 100.000 volwassenen per jaar. Bloedingen komen vaker voor bij mannen en bij mensen op hogere leeftijd.